# Tuilt
Tuilt is een gehucht en een parochie in de Hasseltse deelgemeente Kuringen in de Belgische provincie Limburg. Tuilt telde einde 2007 1716 inwoners.
Het gehucht ligt in het westen van Kuringen maar het is ervan afgesloten na de aanleg van de autosnelweg E313/A13. De zuidgrens van het gehucht wordt bepaald door de spoorlijn en de weg van Hasselt naar Diest. De N729, de verbindingsweg tussen Kuringen en Zolder loopt door Tuilt. Ten noorden van het gehucht loopt de Demer.
Tuilt sluit tegenwoordig volledig aan bij de bebouwde kern van Kermt. De parochie Tuilt is iets groter dan het gehucht zelf en omvat ook enkele straten van Kermt.

## Geschiedenis
Tuilt was lange tijd een klein landelijk gehucht in de schaduw van de abdij van Herkenrode. Hoewel het gehucht tot Kuringen behoorde, was het kerkelijk afhankelijk van de parochie Kermt. In het begin van de 18e eeuw werd er een kapel gebouwd.
Vanaf 1930 begon het aantal inwoners te stijgen en ontstond er een behoefte aan een eigen school. In 1934 werd deze gebouwd en in gebruik genomen. Na lang aandringen kreeg Tuilt in 1953 toestemming van het bisdom Luik om een eigen kerk te bouwen. Deze werd in 1955 in gebruik genomen en werd toegewijd aan Sint-Jozef. In 1960 ten slotte werd de parochiezaal gebouwd.
Door de gunstige ligging kwamen er al snel nieuwe verkavelingen zodat het aantal inwoners dan ook snel toenam.

## Bezienswaardigheden
- De abdij van Herkenrode
- De Tuiltermolen, die gebouwd werd tussen 1750 en 1800. Sinds 1974 is de molen beschermd
- De Tuilterwinning, een classicistische hoeve uit de 18e eeuw
- De Sint-Janskapel uit 1704
- De Sint-Jozefskerk uit 1955, een modernistische bakstenen zaalkerk met een vrijstaande open betonnen klokkentoren.